# Доброчинитељи
„Доброчинитељи ” је југословенска телевизијска серија снимљена 1979. године у продукцији Телевизије Београд.

## Улоге
| Глумац                 | Улога   |
| ---------------------- | ------- |
| Мија Алексић           | Новица  |
| Миодраг Петровић Чкаља | Драгиша |
| Станислава Пешић       |         |
| Жарко Радић            |         |

Комплетна ТВ екипа ▼
| Редитељ    | Радивоје Лола Ђукић |
| Сценариста | Радивоје Лола Ђукић |
| Сценариста | Новак Новак         |